# مهر ایالات مؤتلفه
مهر ایالات مؤتلفه برای احراز هویت برخی اسناد صادر شده توسط دولت فدرال ایالات مؤتلفه آمریکا استفاده شد. این عبارت هم برای خود مهر و موم فیزیکی (که توسط وزیر امور خارجه مؤتلفه نگهداری می‌شد) و هم به‌طور کلی برای طرحی که روی آن قرار گرفته است استفاده می‌شود. در ۲۰ مه ۱۸۶۳، وزیر امور خارجه CS جودا پی. بنجامین به جیمز میسون دستور داد تا ساخت آن را در لندن ترتیب دهد. این مهر برای نخستین بار در سال ۱۸۶۴ به‌طور عمومی مورد استفاده قرار گرفت.

## طراحی

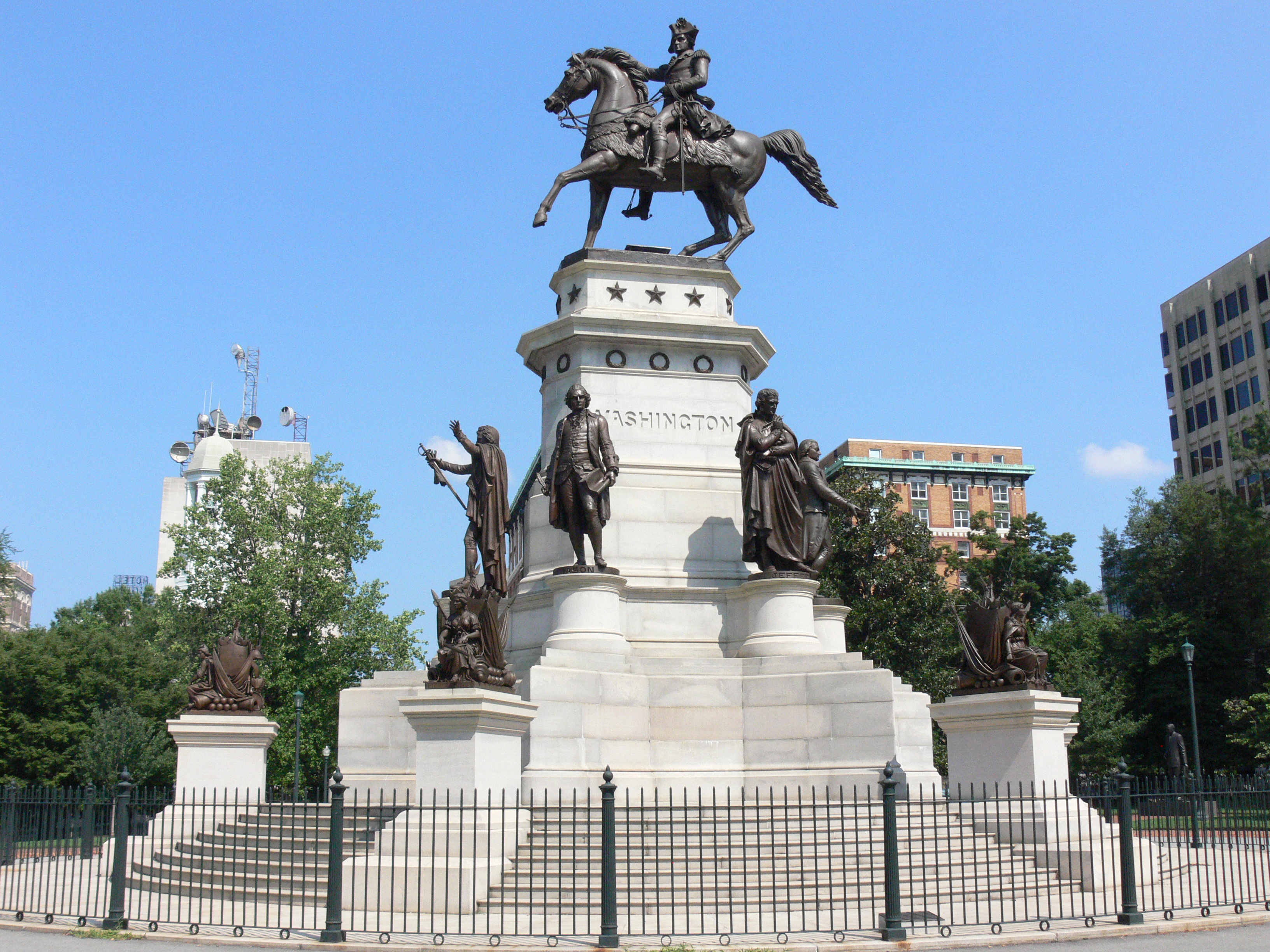
مجسمه واشینگتن در ریچموند

مهر ایالات مؤتلفه به‌طور برجسته مجسمه واشینگتن را در میدان پایتخت در ریچموند نشان می‌دهد. در مهر، جورج واشینگتن با تاج گلی احاطه شده است که از برخی از محصولات کشاورزی اصلی مؤتلفه ساخته شده است: گندم، ذرت، تنباکو، پنبه، برنج، و نیشکر. حاشیه بالایی عبارت «ایالات مؤتلفه آمریکا: ۲۲ فوریه ۱۸۶۲» را نشان می‌دهد. این تاریخ نشان دهنده تأسیس دولت فدرال تحت قانون اساسی جدید مؤتلفه است، زمانی که جفرسون دیویس به عنوان رئیس‌جمهور ایالات مؤتلفه در روز تولد واشینگتن (۲۲ فوریه)، ۱۸۶۲، در میدان پایتخت در ریچموند، پایتخت آن زمان مؤتلفه، افتتاح شد. حاشیه پایین حاوی شعار ملی، Deo vindice، به معنی «(با) خدا (ع) مدافع / محافظ ما» است. سناتور مؤتلفه توماس سمس، در پیشنهاد این شعار، تلاش کرد تا تأکید کند که قانون اساسی موقت و دائمی مؤتلفه «به مؤکدترین شیوه از روح حاکم بر ساخت قانون اساسی منحرف شده است. ایالات متحده که در مورد خدا سکوت کرده است.»

## تاریخچه

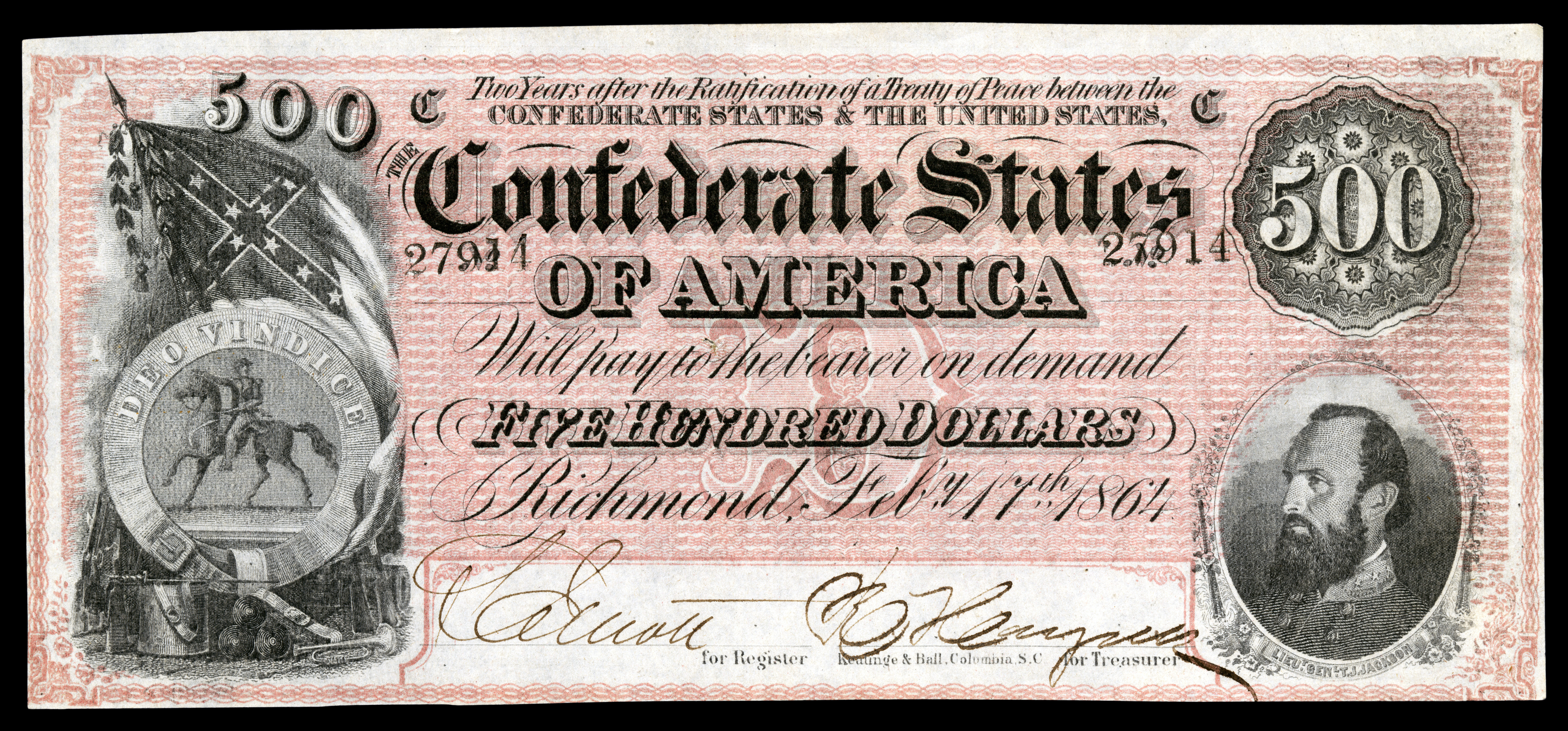
روی اسکناس ۵۰۰ دلاری 1864 CS مهر بزنید

با توجه به ریچموند ویگ در ۲۵ سپتامبر ۱۸۶۲، طرحی که به تصویب سنا رسید، در پیش‌زمینه یک سرباز مؤتلفه را نشان می‌داد که می‌توانست سرنیزه را شارژ کند. در فاصله میانی، زنی با یک کودک در مقابل یک کلیسا، هر دو با دستان بلند شده در حالت دعا. برای پس‌زمینه، خانه‌ای در دشت، با کوه‌هایی در دوردست زیر خورشید ظهر. کل اطراف توسط تاج گلی متشکل از ساقه‌های نیشکر، برنج، پنبه و بوته‌های تنباکو، حاشیه با عبارت «مهر ایالات مؤتلفه آمریکا» در بالا، و «خانه‌ها و قوانین اساسی ما» در زیر آن احاطه شده است. این مهر هرگز استفاده نشد.
طرح نهایی در ۳۰ آوریل ۱۸۶۳ تأیید شد و مجموعه‌ای از قالب‌های برجسته به جوزف ویون، حکاکی لندنی سفارش داده شد. این مهر برای نخستین بار در سال ۱۸۶۴ به‌طور عمومی مورد استفاده قرار گرفت. جان باختگان در نهایت پیش از پایان جنگ به ریچموند رسیدند. با این حال، به دلیل خطرات ناشی از محاصره اتحادیه، چاپ منبت همراه تنها تا برمودا حمل شد. بنابراین بعید به نظر می‌رسید که قالب‌ها (که در نقره ساخته شده‌اند) در هیچ مقام رسمی استفاده نشده باشند. هر دو مجموعه از مصنوعات ابتدا از طریق مالکیت خصوصی پیش از ورود به مجموعه‌های موزه‌ها عبور کردند. این مهر در موزه جنگ داخلی آمریکا در ریچموند نگهداری می‌شود. مطبوعات در موزه BNT در هتل گلوب، سنت جورج است.

## نگارخانه

تصاویر مهر ایالات مؤتلفه
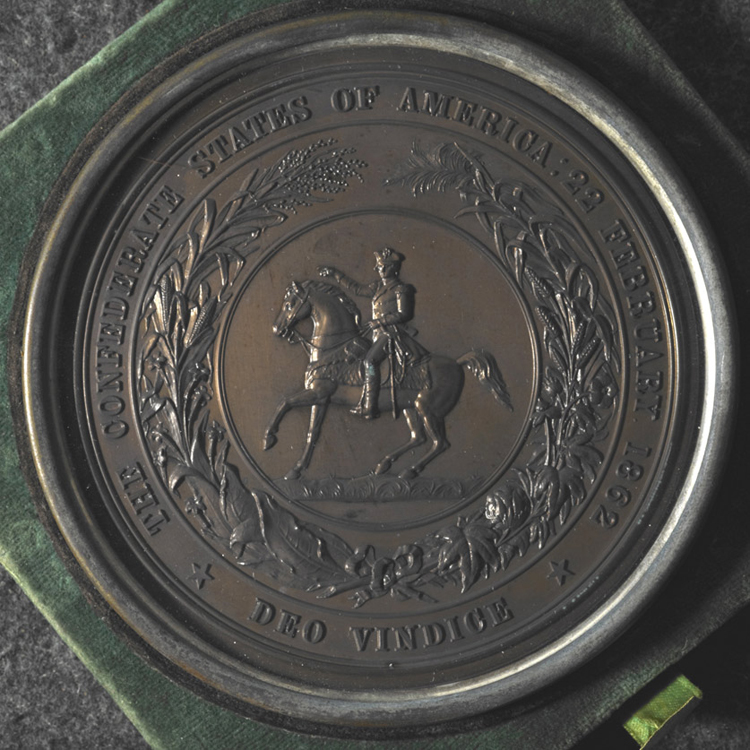
آبکاری الکتریکی
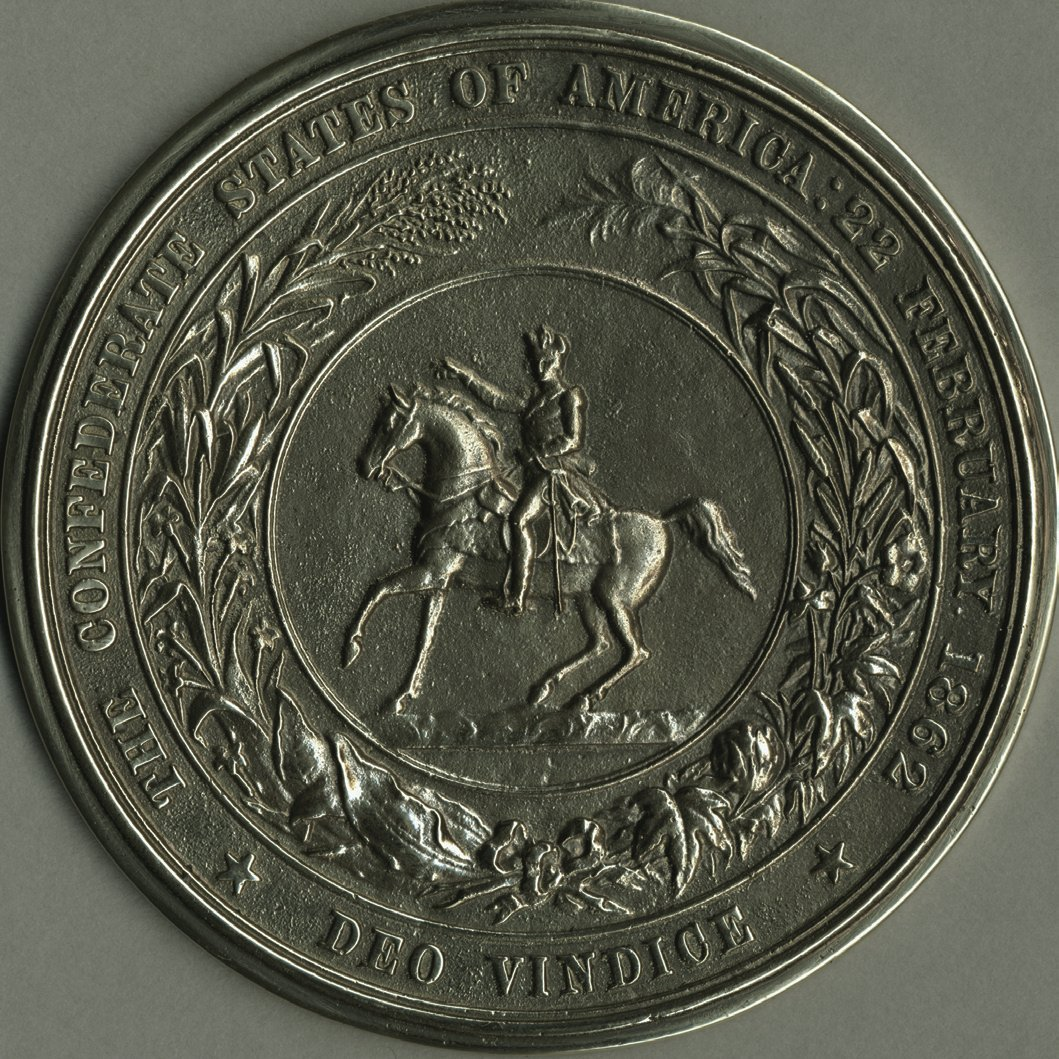
ماکت